# 紙漉沢
紙漉沢（かみすきさわ）は青森県弘前市の大字で、旧中津軽郡相馬村の大字。郵便番号は036-1504。

## 地理
岩木川と、その支流相馬川の合流地点に位置し、当地を青森県道129号関ケ平五代線・青森県道28号岩崎西目屋弘前線が東西に貫き、北は如来瀬、東は五所、南は坂市、南西は大助、西から西北にかけて高野に接する。

## 歴史

### 長慶天皇
南朝第3代の長慶天皇の潜幸伝説があり、終焉地ともされている。

### 地名の由来
その潜幸の際に、紙漉きの技術が持ち込まれたことにちなむ。

### 沿革
- 1889年（明治22年） - 相馬村の大字になる。
- 1891年（明治24年） - 人口431人で、戸数83、厩30。
- 1931年（昭和6年） - 当地にあった紙漉沢尋常小学校と、相馬村湯口（当時）の石堂尋常小学校が合併し、相馬第一尋常小学校として開校。

## 世帯数と人口
2017年（平成29年）6月1日現在の世帯数と人口は以下の通りである。
| 大字               | 世帯数  | 人口  |
| ------------------ | ------- | ----- |
| 紙漉沢（小字全域） | 152世帯 | 435人 |

## 施設

### 教育
- 市立相馬保育所
- 弘前市立相馬中学校

### 工業
- 成田鉄工所

### 農協
- JA相馬村紙漉沢支所
- JA相馬村ライスセンター
- JA相馬村田園ステーション
- JA相馬村農業倉庫

### 公共
- 交流センター紙漉の里（紙漉沢公民館）
- 山のたまり場夢想館

## 小・中学校の学区
市立小・中学校に通う場合、学区は以下の通りとなる。
| 大字   | 番・番地 | 小学校             | 中学校             |
| ------ | -------- | ------------------ | ------------------ |
| 紙漉沢 | 全域     | 弘前市立相馬小学校 | 弘前市立相馬中学校 |

## 交通
- 弘南バス

紙漉沢、相馬中学校前、派立子入口（弘前 - 相馬・藍内線）停留所。